# Vogelkopmosdiertje
Het vogelkopmosdiertje (Bugulina stolonifera) is een mosdiertjessoort uit de familie van de Bugulidae. De wetenschappelijke naam van de soort werd in 1960 als Bugula stolonifera voor het eerst geldig gepubliceerd door Ryland.

## Beschrijving
Het vogelkopmosdiertje is een kolonievormend mosdiertjessoort die compacte struikjes vormt met een hoogte van 30-40 mm die vaak bleekgeel van kleur zijn. Elke tak heeft zoïden in twee rijen. Elke zoïde draagt op de buitenste distale hoek twee stekels en op de binnenhoek één stekel. Naast stekels zijn er ook vogelkopvormige avicularia aanwezig, zoïden die voorzien zijn van een dekseltje (operculum) waarmee ze in staat zijn een 'bijtbeweging' uit te voeren. Ze staan dan ook in ter bescherming van de kolonie. De lengte van een avicularium is langer dan de breedte van de zoïde.

## Verspreiding
De oorspronkelijke herkomst van het vogelkopmosdiertje onbekend. De eerste Europese waarneming dateert van 1960, uit Groot-Brittannië. De soort kan inheems zijn in de Noordwest-Atlantische Oceaan, waar het is waargenomen van New Hampshire tot de Golf van Mexico, Bermuda en Jamaica. Het wordt verondersteld dat deze soort als aangroei op scheepsrompen is geïntroduceerd aan de westkust van de Verenigde Staten, Panama, Hawaï, Australië, Nieuw-Zeeland, China, India, Brazilië, Argentinië en West-Europa. Het blijkt goed bestand tegen lage en wisselende zoutgehaltes en vervuiling, waardoor het goed kan gedijen in havens.